# Hypotia massilialis
Hypotia massilialis is een vlinder uit de familie snuitmotten (Pyralidae). De wetenschappelijke naam is voor het eerst geldig gepubliceerd in 1832 door Duponchel.
De soort komt voor in Europa.